# Tomislav Dorotić
Tomislav Dorotić (Dubrovnik, 1923. – 1993.) je bio hrvatski pjesnik s otoka Brača. Pisao je pjesme na čakavskom narječju bračkog mjesta Pražnice.

## Djela
Napisao je deset knjiga čakavskog pjesništva. Najpoznatija je U pustinji jubavi iz 1986. godine.